# 张乐夫
张乐夫（1966年1月—），男，汉族，江苏启东人，中华人民共和国政治人物。现任江苏省政协副主席，江苏省财政厅厅长、党组书记。